# X非效率
X非效率，为微观经济学中，反映了企业的有效性行为的期望值和实际观察值之间的区别。
经济学理论主张企业的管理应该是追求利益最大化和风险最小化，所以其对外部行为反映为最小化成本。然而，在不完全竞争时，比如垄断的产生，外部市场竞争压力小，内部层次多，使企业成本最小化和利润最大化的标难以实现，导致企业内部资源配置效率降低，其成本往往由于竞争的削弱而提高。

## 相关
- 完全竞争